# Dominique Genet
Dominique Genet (24 de noviembre de 1968) es un deportista francés que compitió en tiro con arco, en la modalidad de arco compuesto.
Ganó dos medallas en el Campeonato Mundial de Tiro con Arco al Aire Libre, en los años 2013 y 2015, y cuatro medallas en el Campeonato Mundial de Tiro con Arco en Sala, en los años 2007 y 2009.
Además, obtuvo cinco medallas en el Campeonato Europeo de Tiro con Arco al Aire Libre entre los años 2004 y 2016, y seis medallas en el Campeonato Europeo de Tiro con Arco en Sala entre los años 1996 y 2011.

## Palmarés internacional
| Campeonato Mundial al Aire Libre | Campeonato Mundial al Aire Libre | Campeonato Mundial al Aire Libre | Campeonato Mundial al Aire Libre |
| Año                              | Lugar                            | Medalla                          | Prueba                           |
| -------------------------------- | -------------------------------- | -------------------------------- | -------------------------------- |
| 2013                             | Belek (Turquía)                  | Medalla de bronce                | Equipo                           |
| 2015                             | Copenhague (Dinamarca)           | Medalla de plata                 | Equipo mixto                     |
| Campeonato Mundial en Sala       |                                  |                                  |                                  |
| Año                              | Lugar                            | Medalla                          | Prueba                           |
| 2007                             | Esmirna (Turquía)                | Medalla de plata                 | Equipo                           |
| 2007                             | Esmirna (Turquía)                | Medalla de bronce                | Individual                       |
| 2009                             | Rzeszów (Polonia)                | Medalla de bronce                | Individual                       |
| 2009                             | Rzeszów (Polonia)                | Medalla de bronce                | Equipo                           |
| Campeonato Europeo al Aire Libre |                                  |                                  |                                  |
| Año                              | Lugar                            | Medalla                          | Prueba                           |
| 2004                             | Bruselas (Bélgica)               | Medalla de oro                   | Equipo                           |
| 2008                             | Vittel (Francia)                 | Medalla de plata                 | Equipo                           |
| 2012                             | Ámsterdam (Países Bajos)         | Medalla de oro                   | Equipo                           |
| 2016                             | Nottingham (Reino Unido)         | Medalla de bronce                | Individual                       |
| 2016                             | Nottingham (Reino Unido)         | Medalla de bronce                | Equipo                           |
| Campeonato Europeo en Sala       |                                  |                                  |                                  |
| Año                              | Lugar                            | Medalla                          | Prueba                           |
| 1996                             | Mol (Bélgica)                    | Medalla de plata                 | Equipo                           |
| 2004                             | Sassari (Italia)                 | Medalla de plata                 | Equipo                           |
| 2006                             | Jaén (España)                    | Medalla de plata                 | Individual                       |
| 2006                             | Jaén (España)                    | Medalla de bronce                | Equipo                           |
| 2010                             | Poreč (Croacia)                  | Medalla de oro                   | Equipo                           |
| 2011                             | Cambrils (España)                | Medalla de bronce                | Equipo                           |